# Cylindrotoma japonica
Cylindrotoma japonica är en tvåvingeart som beskrevs av Alexander 1919. Cylindrotoma japonica ingår i släktet Cylindrotoma och familjen mellanharkrankar. Inga underarter finns listade i Catalogue of Life.